# Neila de San Miguel
Neila de San Miguel ist ein zentralspanischer Ort und eine Gemeinde (municipio) mit 62 Einwohnern (Stand: 2024) in der Provinz Ávila in der Autonomen Region Kastilien-León. 

## Lage und Klima
Die Gemeinde Neila de San Miguel liegt auf der Nordseite der Sierra de Gredos im Südwesten der Provinz Ávila in einer durchschnittlichen Höhe von ca. 1165 m. Die Entfernung nach Ávila beträgt knapp 82 km (Fahrtstrecke) in ostnordöstlicher Richtung. Das Klima ist gemäßigt bis warm; der Regen (838 mm/Jahr) fällt mit Ausnahme der trockenen Sommermonate übers Jahr verteilt.

## Bevölkerungsentwicklung
| Jahr      | 1970 | 1981 | 1991 | 2001 | 2011 | 2021 |
| Einwohner | 286  | 193  | 139  | 112  | 84   | 64   |

## Sehenswürdigkeiten

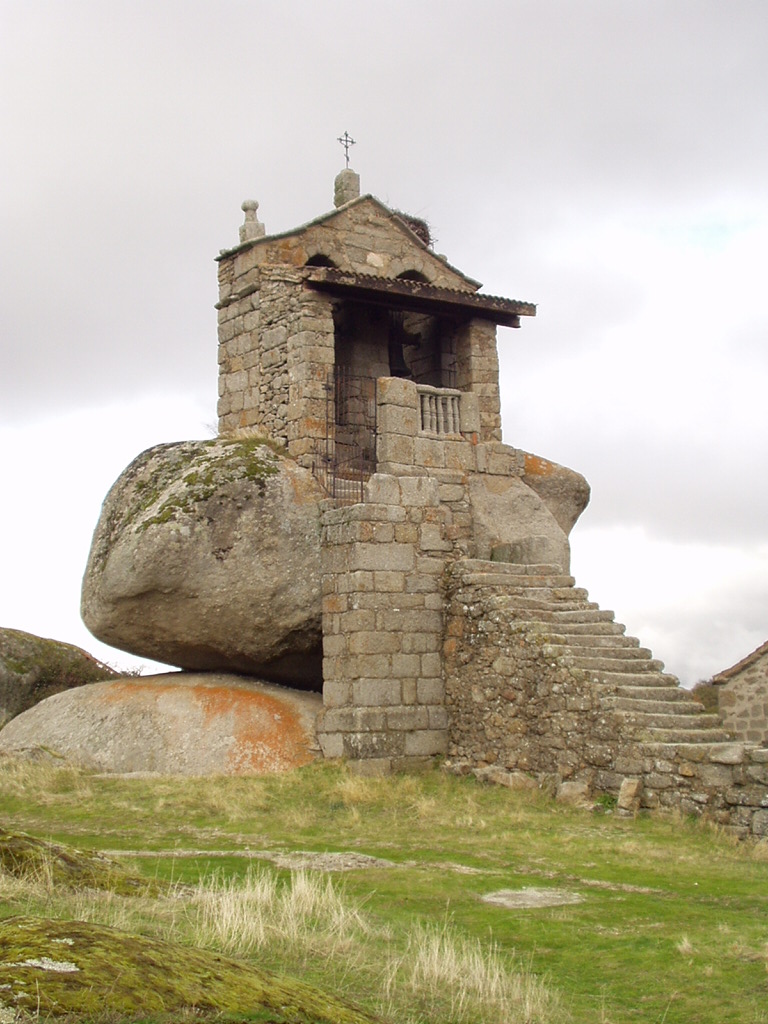
Michaeliskirche

- Michaeliskirche